# Crash Bandicoot (personnage)
Pour la série, voir Crash Bandicoot.
Crash Bandicoot est un personnage de jeu vidéo et le personnage principal de la série de jeux vidéo Crash Bandicoot. Apparu en 1996 dans le jeu vidéo Crash Bandicoot, Crash est un péramèle à long nez de l'est anthropomorphique qui a été génétiquement modifié par le Docteur Neo Cortex, principal antagoniste auquel il s'opposera tout au long de la série. Si Crash dispose d'un certain nombre de manœuvres offensives, la plus caractéristique est sa tornade, lors de laquelle il tourbillonne et frappe tout ce qui l'entoure.
Crash a été créé par Andy Gavin et Jason Rubin, cofondateurs de Naughty Dog, et conçu par Charles Zembillas. Il était destiné à devenir la mascotte de Sony et rivaliser face à Mario et Sonic, de chez Nintendo et Sega. Avant de recevoir son nom (qui provient du bruit des caisses qu'il brise), il a été surnommé Willie the Wombat durant une bonne partie de la production du premier jeu.

## Conception et création
Crash Bandicoot a été développé par Naughty Dog à une époque où Sony ne possédait pas de mascotte capable de rivaliser avec Sonic the Hedgehog et Mario, personnages phares de Sega et de Nintendo. À cette époque où les mascottes semblaient perdre en importance, entre l'essor des jeux multiplateformes et le vieillissement des joueurs, moins enclins à apprécier ce genre de personnages, Sony souhaitait tout de même se doter d'un tel représentant. Naughty Dog a choisi d'adopter la même stratégie que Sega et Warner Bros. avec Sonic the Hedgehog et Taz le diable de Tasmanie, respectivement, et choisir un animal « réel, mignon, mais pas trop connu du public. » L'équipe est allée acheter un livre regroupant les animaux de Tasmanie et en retiennent trois espèces : le bandicoot, le wombat et le potorou. Ce dernier fut vite mis de côté, mais sera réutilisé pour un autre personnage de la série. Ils optent pour le wombat, qu'ils appellent Willie the Wombat. Ce nom persiste tout au long du cycle de développement, et ce même une fois le personnage devenu un bandicoot, mais il finit par être changé, jugé « trop ringard » et étant déjà utilisé par un personnage de la série Taz-Mania. Souhaitant proposer un jeu multidimensionnel, tant au niveau des personnages que du gameplay, Andy Gavin et Jason Rubin ont choisi de ne pas se cantonner à un simple attribut tel que « rapide » ou « mignon ». L'équipe a estimé que Willie devait être « loufoque et amusant, et ne jamais parler » : les voix des personnages de jeux vidéo étant toujours, à leurs yeux, « boiteuses, négatives et nuisent à l'identification avec le personnage. »
Charles Zembillas et Joe Pearson, deux dessinateurs spécialisés dans le dessin animé, ont été engagés et se sont rencontrés chaque semaine avec Naughty Dog pour concevoir Willie et les autres personnages du jeu,. Il a été décidé très tôt dans le projet qu'il n'y aurait pas de lien entre l'animal réel et l'aspect final de Willie. Ce dernier a plutôt été déterminé « à 51% par des contraintes techniques et visuelles et à 49% par inspiration. » Afin de choisir la couleur de la fourrure de Willie, Andy Gavin a dressé une liste des personnages célèbres et de leurs couleurs, ainsi qu'une liste d'environnements terrestres envisageables (tels que la forêt, la plage, le désert, etc.). Les couleurs qui ne rendaient pas bien à l'écran furent écartées, comme le rouge, qui avait tendance à « baver horriblement » sur les télévisions les plus anciennes. La couleur orange fut la dernière restante, et donc celle sélectionnée pour la fourrure de Willie. Sa tête a été grossie et dépourvue de cou pour pallier la faible résolution d'écran et permettre aux joueurs de discerner ses expressions faciales. D'après Jason Rubin, ce choix de conception a imposé d'autres défis durant le développement, comme lors de l'animation du personnage, lorsqu'il fallait lui faire tourner la tête. De petits détails tels que les gants blancs, les taches sur le dos de Willie et sa poitrine de couleur plus claire permettent au joueur de déterminer aisément de quel côté regarde le personnage. Willie n'a pas de queue ni de vêtements amples, la PlayStation étant incapable d'afficher ces pixels sans scintiller. Son pantalon a été changé en short pour la même raison, les pixels oranges de ses chevilles causant ce même souci. Andy Gavin possède les esquisses originales de Crash, dessinées à l'encre par Charles Zembillas.
Le modèle final de Willie est composé de 512 polygones, les seules textures utilisées étant pour les taches sur son dos et ses lacets. Cela aura pris un mois à Andy Gavin pour arriver à ce résultat. Grâce à l'utilisation de l'animation par vertex dans le jeu, Willie pouvait afficher davantage d'expressions faciales que les autres personnages de jeux vidéo de l'époque, ou antérieurs. Les mécaniques de saut et de tornade de Willie ont été affinés à mesure que Naughty Dog développait les niveaux Heavy Machinery et Generator Room. L'équipe a décidé de rebaptiser le Willie en Crash Bandicoot alors qu'elle préparait la démonstration du jeu pour l'Electronic Entertainment Expo. L'origine de ce nom est attribuée à Dave Baggett et Taylor Kurosaki, son prénom étant lié au bruit que font les caisses lorsqu'elles sont détruites (Dash, Smash et Bash furent d'autres noms envisagés),. La directrice commerciale d'Universal Interactive Studios a insisté pour que le jeu et le personnage portent plutôt le nom de Wez, Wezzy, Wuzzle the Wombat ou Ozzie the Otzel, mais le nom de Crash Bandicoot a été retenu après que Naughty Dog a menacé de se retirer de la production du jeu.
| Andy Gavin · Jason Rubin |

Après la première présentation de Crash Bandicoot à la branche japonaise de Sony, les dirigeants de Sony Computer Entertainment Japan ont fait part de leur mécontentement face au personnage et aux rendus préparés spécialement pour la réunion. Lors d'une pause suivant cette première rencontre, Andy Gavin accorde quinze minutes à Charlotte Francis, l'artiste derrière les visuels, pour rétrécir l'énorme bouche souriante de Crash et le rendre moins agressif, de changer ses yeux verts en « deux points noirs en forme de Pac-Man » et de réduire son épi de cheveux. Après ces modifications, Sony Computer Entertainment Japan achète les droits de distributions de Crash Bandicoot au Japon.
Crash a servi de mascotte à Sony Computer Entertainment de sa création jusqu'en septembre 2000, date à laquelle Universal Interactive Studios et Konami ont conclu un accord qui permettrait à ce dernier de publier un jeu Crash Bandicoot (qui se révèlera être Crash Bandicoot : La Vengeance de Cortex) sur les consoles de la génération future, Universal Interactive s'occupant du développement du jeu. Cet accord a mis fin à l'exclusivité de Sony sur la franchise Crash Bandicoot et a effectivement fait du personnage de Crash Bandicoot la mascotte d'Universal plutôt que celle de Sony,. Le modèle de Crash dans Crash Bandicoot : La Vengeance de Cortex comportait 1 800 polygones, ce qui a permis d'affiner les détails du personnage, notamment une touffe de cheveux plus complexe et réaliste, une luette apparente ainsi que des coutures sur son jean et ses chaussures et une étiquette sur son pantalon.

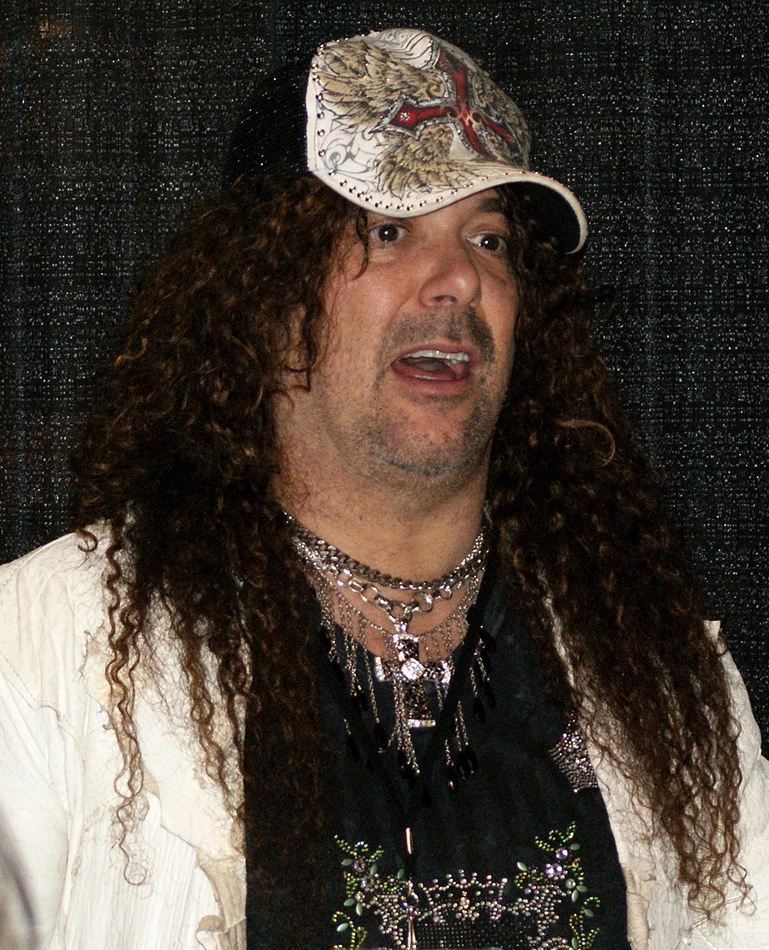
L'acteur américain Jess Harnell a prêté sa voix au personnage de Crash pendant près de 15 ans.

Au début du développement de Crash Nitro Kart, Karthik Bala, directeur général de Vicarious Visions et directeur de la création, a noté que l'aspect physique de Crash avait été changeant depuis 1996, et a décidé « d'explorer la vision initiale du personnage » pour le ramener à ses racines. Charles Zembillas et Joe Pearson ont été retrouvés et recrutés pour guider le développement du jeu et ont eu pour mission de faire progresser le personnage et la franchise sur le plan visuel tout en conservant leur « charme digne d'un dessin animé ». Les équipes de Vicarious Visions ont passé en revue des croquis de Charles Zembillas datant du développement du jeu original afin de redessiner et de détailler les personnages principaux de la série. Comparé aux deux jeux précédents, Crash a un nez légèrement plus gros, des sourcils plus fournis et un corps beaucoup plus texturé. À la suite de cela, Charles Zembillas a déclaré que « Crash est plus mince et plus plaisant maintenant. Son regard est également mieux mis en valeur, et l'on peut déceler une certaine malice dans sa personnalité. À mes yeux, c'est ça Crash, et il est de nouveau bien vivant dans Nitro Kart. »
Crash a été doublé par plusieurs acteurs : Brendan O'Brien dans Crash Bandicoot, Cortex Strikes Back, Warped, Crash Bash, La Vengeance de Cortex, XS, N-Tranced et Fusion ; Chip Chinery dans Crash Team Racing ; Steve Blum dans Crash Nitro Kart ; Jess Harnell de Crash Tag Team Racing à Crash Team Racing Nitro-Fueled,, et par Scott Whyte dans Crash Bandicoot 4: It's About Time. En version japonaise, il a été doublé par Kappei Yamaguchi jusqu'à la sortie de Crash Nitro Kart et dans le pachinko CR Crash Bandicoot, ; et par Makoto Ishii dans Crash Boom Bang!. Dans Skylanders Academy, il est doublé par Stéphane Roux. En version originale, il a d'abord été doublé par Eric Rogers puis par Rhys Darby,.

## Caractéristiques
Crash a été génétiquement conçu par le Dr. Neo Cortex et le Dr. Nitrus Brio à l'aide de leur Rayon Evolvo. Avant de s'échapper de la forteresse de Cortex, Crash s'est attaché à un bandicoot femelle nommé Tawna, elle aussi issue d'une expérience de Cortex. La séparation de Crash et de Tawna, restée entre les mains de Cortex, est la principale raison de son hostilité à l'égard de Cortex. Crash est un personnage très sensible, capable de passer du rire aux larmes en un clin d'œil. Bien qu'il soit de nature intrépide et qu'il aime se battre,, il préfère se prélasser au soleil et cherche rarement les ennuis délibérément. Au grand dam de son ami Crunch, mais au grand amusement de sa sœur Coco, Crash a tendance à adopter des comportements déplacés, comme roter ou se gratter le postérieur.
Le vocabulaire de Crash varie tout au long de la franchise, mais il est généralement présenté comme plutôt muet : les seuls mots qu'on a pu l'entendre dire se cantonnent à « Whoa ! », qu'il prononce lorsqu'il perd une vie dans certains jeux, « Nina » et « crêpes ». Il parle plus fréquemment dans les jeux développés par Radical Entertainment, mais quasiment toujours en un charabia incompréhensible. Pour la série d'animation Skylanders Academy, il fait des phrases complètes avec un accent australien et emploie souvent l'argot associé,. Crash Bandicoot 4: It's About Time est le premier jeu de la franchise à le présenter comme étant capable de parler normalement, servant de narrateur pour l'épilogue secret du jeu.
À l'origine de la série, les seules manœuvres offensives de Crash consistent à sauter sur ses ennemis et à utiliser une technique particulière dans laquelle il tourne tel une tornade, renversant tout ce qu'il frappe du pied. Les jeux suivants lui permettent d'apprendre de nouvelles techniques en battant des boss,,,. Elles consistent en un plat surpuissant, un double saut, la « tornade mortelle » (version évoluée de son attaque tournoyante qui dure plus longtemps et lui permet de flotter temporairement dans les airs), un bazooka qui tire des fruits Wumpa, la possibilité de courir, de marcher sur la pointe des pieds sur des caisses explosives, et de sauter encore plus haut que la normale,,,. Les jeux Crash of the Titans et Génération Mutant lui offrent un panel de coups au corps-à-corps, qu'il peut étoffer en récoltant une substance magique du nom de « Mojo, ». Dans Skylanders: Imaginators, Crash peut aussi jeter des caisses de TNT, et peut utiliser son yo-yo pour attirer les ennemis vers lui.

## Apparitions
| 1996 | Crash Bandicoot                          |
| 1997 | Crash Bandicoot 2: Cortex Strikes Back   |
| 1998 | Crash Bandicoot 3: Warped                |
| 1999 | Crash Team Racing                        |
| 2000 | Crash Bash                               |
| 2001 | Crash Bandicoot : la Vengeance de Cortex |
| 2002 | Crash Bandicoot XS                       |
| 2003 | Crash Bandicoot 2: N-Tranced             |
| 2003 | Crash Nitro Kart                         |
| 2004 | Crash Bandicoot: Fusion                  |
| 2004 | Crash Twinsanity                         |
| 2005 | Crash Tag Team Racing                    |
| 2006 | Crash Boom Bang!                         |
| 2007 | Crash of the Titans                      |
| 2008 | Crash : Génération Mutant                |
| 2009 |                                          |
| 2010 |                                          |
| 2011 |                                          |
| 2012 |                                          |
| 2013 |                                          |
| 2014 |                                          |
| 2015 |                                          |
| 2016 |                                          |
| 2017 | Crash Bandicoot: N. Sane Trilogy         |
| 2018 |                                          |
| 2019 | Crash Team Racing: Nitro-Fueled          |
| 2020 | Crash Bandicoot 4: It's About Time       |
| 2021 | Crash Bandicoot: On the Run!             |
| 2022 |                                          |
| 2023 | Crash Team Rumble                        |

### Dans la série principale
Comme le montre l'introduction de Crash Bandicoot, Crash était autrefois un simple péramèle à long nez de l'est avant d'être capturé par le Docteur Neo Cortex et soumis à son Rayon Evolvo, pour faire de lui le « général » de son « commando Cortex » et dominer le monde. Il sera plus tard jugé indigne de faire partie de cette armée et s'échappera du château de Cortex. En guise de vengeance et pour sauver un bandicoot femelle nommée Tawna, Crash traverse les îles Wumpa, battant en chemin les sbires de Cortex. Il finit par vaincre Cortex, vole son dirigeable et s'échappe aux côtés de Tawna. Un an plus tard, dans Crash Bandicoot 2: Cortex Strikes Back, Coco envoie Crash chercher une nouvelle batterie pour son ordinateur portable, mais ce dernier se fait enlever par Cortex, qui promet avoir changé. Il lui demande alors de rassembler des cristaux, tout en repoussant le Docteur Nitrus Brio. Lorsque Cortex révèle ses véritables intentions, Crash le propulse dans l'espace et aide N. Brio à détruire le Cortex Vortex. Dans Crash Bandicoot 3: Warped, le démoniaque Uka Uka est libéré lorsque les restes de la station spatiale s'écrasent sur Terre. Aku Aku demande à Crash de se servir de la Tornade temporelle du Docteur Nefarious Tropy pour rassembler les cristaux avant Cortex. Crash finit par réunir les 25 cristaux et vaincre N. Tropy, provoquant l'implosion de la Tornade temporelle. Crash Bandicoot : La Vengeance de Cortex se déroule alors que Cortex a conçu un super-bandicoot, Crunch, à partir de l'ADN de Crash. Crash doit l'empêcher de rassembler des cristaux d'énergie et replonger les quatre Masques des Éléments en état d'hibernation. Une fois Cortex vaincu, Crunch est libéré de son emprise et s'échappe avec Crash, Coco et Aku Aku. Trois ans plus tard, dans Crash Twinsanity, Cortex revient de la banquise où il s'est échoué pour se venger de Crash, sans succès. Deux perroquets jumeaux maléfiques provenant de la 10e dimension se présentent à eux, et leur exposent leur plan pour détruire les îles Wumpa et voler le cerveau de Cortex. Crash et Cortex se mettent à collaborer pour les en empêcher, et reçoivent l'aide de Nina, la nièce de Cortex.
Au début de Crash of the Titans, Crash aide Coco à développer une machine à recycler le beurre. Ce travail est interrompu lorsque Neo Cortex arrive et kidnappe Aku Aku et Coco. Crash lance l'invention de Coco sur le dirigeable de Cortex, ce qui sectionne la chaîne de la cage d'Aku Aku et la fait tomber dans une forêt voisine. Une fois Aku Aku secouru, ils découvrent que Cortex et Uka Uka volent du Mojo dans un temple à proximité et décident de les arrêter. Crash ne parvient pas à sauver sa sœur mais réussit à vaincre Cortex, et il se lance à la recherche de Coco, interrogeant Dingodile, Tiny Tiger, N. Gin, et Uka Uka quant à sa localisation. Crash finit par affronter et vaincre Nina Cortex à bord du robot Doominator, libère sa sœur et évite la destruction de l'île Wumpa. Crash et ses proches décident de fêter leur victoire avec des crêpes, qu'il laisse échapper (en parlant pour la première fois) dans un élan de joie. Peu de temps après, dans Crash : Génération Mutant, sort le N-V, un casque de réalité virtuelle à la mode. Cependant, cet appareil a été fabriqué par les Dr. Cortex et N. Brio pour prendre le contrôle de l'esprit de ceux qui l'utilisent. Crash étant la seule personne à ne pas être affectée par le N-V, il peut ainsi sauver ses amis et contrecarrer le plan de Cortex et N. Brio.

### Hors de la franchiseCrash Bandicoot
Crash Bandicoot rencontre Spyro dans les crossover Crash Bandicoot : Fusion et Spyro : Fusion sur Game Boy Advance, dans lesquels leurs ennemis respectifs, le Dr. Neo Cortex et Ripto, s'allient pour les éliminer. Il apparaît également dans deux autres jeux Spyro the Dragon, The Legend of Spyro: A New Beginning et The Legend of Spyro: The Eternal Night. Parmi tous les hommages présents dans Astérix et Obélix XXL 2 : Mission Las Vegum, Crash y fait deux apparitions sous forme de statue. Crash apparaît lors du chapitre 4 de Uncharted 4: A Thief's End, dans une reconstitution jouable du niveau Boulder Dash de Crash Bandicoot.
Crash est un personnage jouable dans Skylanders: Imaginators, aux côtés du Docteur Neo Cortex. Dans ce jeu, il est accompagné de Aku Aku, qui lui sert d'interprête. Crash intervient aussi occasionnellement dans la série Skylanders Academy, amené de son propre monde vers celui de Skylands. Contrairement à Skylanders: Imaginators, il n'a pas besoin d'Aku Aku pour être compris, parlant couramment la langue commune.
Crash, Coco, Aku Aku, Cortex, et Kapuna-Wa apparaissent tous dans la campagne publicitaire « It's time to play » de la PlayStation 4.

## Impact culturel

### Paléontologie
Des paléontologues ont nommé un bandicoot datant du Miocène d'après le personnage, Crash bandicoot. Bien que quelque peu inhabituel pour la communauté scientifique, le nom a été utilisé tel quel, sans chercher à revenir à des racines latines ou grecques,.